# Клайд (река)
Клайд (англ. Clyde, гэльск. Cluaidh) — восьмая по величине река в Великобритании и третья в Шотландии, расположена на юге Шотландии. Длина 176 км (с эстуарием 208 км), площадь бассейна 4,1 тыс. км². Берёт начало на северных склонах Южно-Шотландской возвышенности, в верховьях течёт по низкогорьям, а затем по холмистой равнине, образуя выше города Ланарк пороги. Впадает в залив Ферт-оф-Клайд. Средний расход воды в устье около 70 м³/с. Осенью и зимой полноводна. На реке Клайд расположен один из крупнейших городов Великобритании — Глазго, до которого поднимаются морские суда, выше (до порогов) — речное судоходство, на порогах расположена ГЭС. Река Клайд также соединена каналами с Северным морем. Во времена Британской Империи играла значительную роль в судостроении и торговле.

## История
На берегу реки Клайд 22 июня 1679 года произошло знаменитое Босуэлское сражение между правительственными войсками и вооружёнными пресбитерианскими ковенантерами, описанное в художественной форме в романе В. Скотта «Пуритане».

## Туризм
На реке Клайд широко распространена рыбалка. Сезон рыбной ловли законодательно установлен с 15 марта по 30 сентября. Река особенно привлекает любителей форели, которая водится здесь в изобилии.